# Julius Goltermann
Julius Goltermann, född den 15 juli 1823 i Hamburg, död den 4 april 1876 i Stuttgart, var en tysk cellist och kompositör.
Goltermann, som var son till musikern Johann David Heinrich Goltermann, bildade tillsammans med far och son Prell och bröderna Lee den så kallade Hamburgskolan inom violoncellspelet. Han var elev till Friedrich August Kummer och var förstecellist vid Hamburgs stadsteater men också en eftersökt solist. 
Från 1850 innehade han en professur vid konservatoriet i Prag och ur hans violoncellklass kom bland andra Julius Cabisius och David Popper. Därefter blev han kallad till solocellist vid Hofkapelle Stuttgart, där han redan 1870 gick i pension.
Goltermann stod ständigt i skuggan av sin namne och kollega Georg Goltermann, med vilken han ofta, även i litteraturen, blir förväxlad. I tryck finns endast ett fåtal av hans verk bevarade till eftervärlden, exempelvis Souvenirs de Bellini.